# 优素福·拉扎·吉拉尼
马赫杜姆·赛义德·优素福·拉扎·吉拉尼（1952年6月9日—）巴基斯坦政治家，巴基斯坦人民党成员，曾任巴基斯坦国民议会议长（1993年－1997年），现任巴基斯坦人民党副主席、前巴基斯坦总理。
2008年3月22日，吉拉尼被巴基斯坦人民党和巴基斯坦穆斯林联盟（谢里夫派）等政党共同推举为巴基斯坦总理候选人。3月24日，经巴基斯坦国民议会选举通过，吉拉尼顺利当选，翌日就職。
2012年4月26日，巴基斯坦最高法院判决吉拉尼藐视法庭罪成立，原因是他拒绝依据最高法院的命令重启针对巴总统扎尔达里的贪污指控调查。6月19日，巴最高法院宣布，由于总理吉拉尼未就其藐视法庭罪的判决提出上诉，最高法院宣布取消其总理资格。